# 로드 투 외과의사
《tvN O’PENing -로드 투 외과의사》는 2025년 6월 14일 부터 방영 예정인 O'PENing 단막극 드라마이다.

## 기획 의도
짠내작렬 의사 버디 로드무비 '로드 투 외과의사'

## 등장인물
- 김건우 : 김주노 역
- 이원정 : 이대길 역
- 정신혜 : 김혜원 역
- 이노아 : 김혜민 역
- 김남희 : 강진상 역
- 오미희 : 김숙자 역
- 신아영 : 오미영 역
- 정성일 : 이신엽 역 (특별출연)

## 참고 사항
- 본래 배우들의 커피차 인증, 쫑파티 등을 통해 '전국 외과의사 노예자랑'이라는 제목으로 알려졌으나 변경되어 본 제목으로 확정되었다.
- O'PENing 2024의 시리즈 중 하나로 2024년에 방송을 목표했던 것으로 보이나 같은 방송사 드라마인 언젠가는 슬기로울 전공의생활과 마찬가지로 의대 증원에 반대하여 발생한 2024년 의료정책 추진 반대 집단행동으로 인하여 방송 날짜가 미지수였다. 하지만 앞서 비슷한 케이스의 드라마가 2025년 4월에 방송되었기 때문에 본작도 연내 6월 방송이 확정되었다. 그랜드 샤이닝 호텔처럼 연도별 시리즈에 속하지 않고 개별 시리즈로 방송되었다.